# Курелис, Янис
Янис Курелис (латыш. Jānis Kurelis, 6 мая 1882, Эргемская волость — 5 декабря 1954, Чикаго) — офицер Российской Императорской армии и генерал Латвийской армии. Получил известность как командир «группы генерала Курелиса» в конце Второй мировой войны.

## Биография
Янис Курелис, сын сельского батрака, родился в 1882 году в многодетной семье. Детство провёл на Псковщине.

### В Русской Императорской армии
В 1899 году закончил Псковское реальное училище, добровольцем вступил в 183-й пехотный Пултусский полк. В 1901 году окончил Одесское военное училище.
В 1905 г. участвовал в русско-японской войне. В 1910 г. получил чин капитана и был переведён в Главное управление Генерального штаба. В 1915 г. во время Первой мировой войны командовал батальоном в боях против Германии.
В 1917 г. командовал 5-м Земгальским латышским стрелковым полком, был повышен до полковника. Когда полк перешёл на сторону большевиков, Курелис был инициатором формирования белых латышских частей (Имантского полка) в Сибири.

### Имантский полк
Через Владивосток он прибыл в Шанхай, где вместе со старшими лейтенантами К. Упелниексом, Я. Озолсом и Р. Валдманисом добился согласия Франции на организацию латышских воинских подразделений.
20 октября 1918 года назначен командиром Имантского полка. В 1919 году решением Дальневосточного национального совета направлен в Латвию, где 23 ноября 1919 года назначен начальником отдела штаба главнокомандующего Латвийской армии. С 1 октября 1921 года — помощник начальника Технического управления. С 1 февраля 1922 года по 24 мая 1924 года — командир Технической дивизии. В 1925 году ему присвоен чин генерала. Курелису подчинялись латвийские танкисты, лётчики, связь и береговая артиллерия. В отставку он вышел в мае 1940 года, поэтому и избежал высылки.

### Сотрудничество с нацистами
В 1941—1943 годах руководил охранным предприятием союза военных инвалидов в Риге. Один из подписантов Меморандума Центрального Совета Латвии от 17 марта 1944 года.
Потом вступил в 5-й Рижский полк айзсаргов, где организовал так называемую группу генерала Курелиса.
Ему удалось заинтересовать немцев собственным проектом — созданием «партизанской армии», которая при вступлении красных на территорию Латвии устроит им «ад в тылу». Заодно ей присваивалась функция борьбы с дезертирами (однако вместо того, чтобы сдавать их немцам, «курелиеши» ставили их на довольствие, пополняя свои ряды).
Курелис имел тайную мысль — повторить сценарий 1918—1919 года, использовав немецкую военную силу, а затем выйти из подчинения немцев. Тайный план разработал начальник штаба группы, капитан Кристапс Упелниекс, который надеялся, что им при помощи США и Англии удастся сохранить ЛР. «Между генералами Курелисом и Бангерскисом была идеологическая и политическая трещина», — оценивает двоих старых военачальников Латвии, оставшихся на её территории к 1944 году, историк Антонийс Зунда. Если Курелис, как и возглавлявшийся Константином Чаксте Латвийский центральный совет, был против и СССР, и Германии, то Бангерскис мечтал о том, что в награду за «геройскую борьбу легионеров и Латвии найдётся место в Новой Европе».
Однако всё пошло не так. Дневник адъютанта штаба Курелиса Яна Грегора показывает, как меняется его отношение к немцам по мере отступления на запад. 2-3 октября началась обязательная эвакуация жителей Риги на Запад. На сборы людям дают 3 часа. Эвакуируют всех от 14 до 55 лет — значит, из 200-тысячного населения Риги к отправке в Германию назначено 120—150 тысяч человек, записывает Грегорс.
7 октября 1944 года: «Теперь и немцы, как и большевики, устроили нам ловлю рабов. Но чтобы ни случилось, народ не может оставить свою землю, и преступно думают те „латыши“, которые эвакуацию всего народа считают избавлением от смерти и Сибири, потому что Германия-де ближе Сибири. Генерал Бангерскис считает, что все латыши должны уйти в Германию, пусть даже они вернутся через 30-40 лет. Он с ума сошёл!»
1 ноября генерала Курелиса вызвали к обергруппенфюреру Еккельну, главе СС Остланда. В штабе Курелиса набросали меморандум: «Просим германское правительство, чтобы было официально декларировано признание и готовность фактически предоставить независимость Латвии». Курелис на встрече обещал Еккельну сформировать из беженцев в Курляндии 50-тысячную армию и развернуть партизанскую войну в тылу красных. Даже упомянул, что призыв в легион незаконен с точки зрения Гаагской конвенции.
Однако Еккельн вызвал Курелиса, чтобы выяснить, не принимает ли он дезертиров из 19-й дивизии легиона СС. Курелис не признался, хотя дезертиров у него было много. Немцы об этом знали, как и о планах выйти из-под их подчинения.

### Ликвидация группы Курелиса
7 ноября Ян Грегор делает запись в дневнике: «Серьезные люди предупреждают, что нас окружат и расформируют. Если не сказать хуже…»
14 ноября группу Курелиса (неполный полк) окружили. Около 8 часов утра на базе появились немецкие парламентеры, лёгкий самолёт Fieseler сбросил какой-то пакет, и латышам объявили, что их сопротивление бесполезно. Капитан Упелниекс хотел организовать оборону, но Курелис решил сдаваться. Хотя немцы обещали просто «перенять» латышское соединение под свой контроль, весь его личный состав и командир, генерал Курелис, были отправлены в концлагерь Штуттгоф (2713 военнопленных). 8 офицеров его штаба, в том числе Упелниекса и Грегора, отдали под трибунал, подчинённый Бангерскому. Суд состоялся в Лиепае. Среди судей были латыши: штандартенфюрер Палкавниекс, оберштурмбанфюрер Гайлитис. Всех восьмерых офицеров штаба Курелиса приговорили к расстрелу.

### В концлагере
В Штуттгофе Курелис попал в «привилегированный» барак, где сидели также лидер социал-демократов Бруно Калниньш, руководитель Латвийского центрального совета Константин Чаксте и посол Лудвигс Сея.
62-летний генерал смог пережить зимнюю ликвидацию лагеря, когда пленных гнали десятки километров по снегу, пристреливая отстающих. Более того: из Данцига он на буере через Балтийское море бежал в Швецию.
В 1948 году генерал вернулся из Швеции в Германию к семье. Они поселились неподалёку от Киля, где в небольшом городке находилась сельскохозяйственная школа, созданная латышами. Супруга Курелиса Элза устроилась там работать врачом. Это была школа. Там обучали садоводству, обработке земли, животноводству. Отец учил будущих сельчан ездить на тракторе. Он как сын сельского батрака вырос в крестьянском хозяйстве вместе с семерыми братьями, умел делать всю сельскую работу и не забыл её за годы армейской службы.
В США в 1950-е годы требовались врачи, и Элзе Курелис предложили на выбор несколько штатов, она выбрала Техас. Семья прибыла в Нью-Орлеан 1 мая 1951 года. Устроиться в Техасе им помогла лютеранская программа помощи (Lutheran Relief program, сейчас Lutheran World Relief).
В Техасе Элзе зачли полученное в Латвии образование и практику и дали практику окружного врача (county doctor) в маленьком городке Голдсуэйте, между Остином и Далласом, округ Миллз. Янис Курелис был старшим рабочим в сельском хозяйстве.
В начале 1950-х годов СССР потребовал от США выдать Яниса Курелиса как военного преступника. А потом семья получала письма из Советской Латвии с приглашением вернуться. Эти письма приходили и при жизни генерала, и после его смерти. Были люди, которые поверили этим письмам и вернулись на родину.
В 1953 году семья переехала в Чикаго, где Элза Курелис работала в норвежско-американской больнице (Norwegian American Hospital). В этом году генерал Курелис тяжело заболел. Умер он в декабре 1954 года. Похороны были скромными, урна с прахом генерала похоронена в Чикаго, на Кладбище акаций (Irving Park Acacia Cemetery).

## Семья[3]
Курелис женился поздно, в 54 года, на 36-летней Элзе Розенвалд. Его старший сын Янис Улдис родился в 1938 году, дочь Инесе в 1940 году. Его супруга Элза Курелис-Розенвалд была врачом.
Семью генерала в 1944 году сначала отправили в Кенигсберг, затем в Германию, где она находилась в английской зоне, в лагере для перемещенных лиц в Регенсдорфе, земля Шлезвиг-Гольштейн. Затем их перевезли в Любек.
Янис Улдис в Германии недолго учился в латышской школе, а потом ему пришлось сдавать экзамен, чтобы перевестись в немецкую военную школу для мальчиков. В Техасе детям пришлось учить английский язык, и для Яниса Улдиса школьные годы затянулись — в одном и том же классе средней школы Паркера в негритянском районе Чикаго ему приходилось оставаться на второй год. Он так и не получил высшего образования и всю жизнь проработал водителем грузовика. Детей у него не было.
Когда Янис Улдис был призван в армию США, он высказал своему начальству боязнь провокаций со стороны СССР против семьи Курелиса. Ему посоветовали сменить имя и фамилию. Так он стал Марком Валиантом.
Инесе Курелис жила в Чикаго, работала в Braniff Airlines.
Элза Курелис скончалась в 1971 году.

## Награды
За заслуги в Русско-Японской войне 1904—1905 годов награждён Орденом Святого Станислава III степени и Орденом Святой Анны IV степени.
За участие в Первой мировой войне — орденами Святого Станислава и Святой Анны II степени, орденом Святого Владимира IV степени и солдатским Георгиевским крестом за храбрость.
За проявленный героизм в боях у Малой Юглы в 1920 году награждён военным орденом Лачплесиса III степени.
Награждён орденом Трёх звезд II и III степени, орденом Виестура I степени, крестом за заслуги в обороне и серебряной медалью Латвийского оборонного общества.
Награждён также Военным крестом Чехословакии и юбилейной медалью в честь 10-летия провозглашения независимости Латвии.

## Память
В день смерти Яниса Курелиса в Англии в газете «Laiks» (8 декабря 1954 года) «курелиеши» поместили соболезнование: «Ja dzimtenei ziedot dzīvību spēj dēli, tad mazāk upuru nedrīkst būt žēli» («Если сыновья способны пожертвовать жизнью ради родины, значит и меньших жертв для неё жалеть нельзя»).
Отношение к деятельности генерала остаётся противоречивым. Старые легионеры не говорят о нём ничего хорошего, Daugavas Vanagi молчат. Бывший солдат батальона Рубениса Артур Пормалс полагает, что «было бы хорошо перевезти урну с прахом Курелиса на Братское кладбище».